# Crino di Montecristo
Il Crino di Montecristo è una dorsale dell'isola d'Elba situata alle pendici del Monte Capanne tra Le Panche e il paese di Poggio. Il toponimo, attestato come Montechristo nel 1573, deriva probabilmente dai termini latini mons («monte») e crista («cresta»). Sulla sommità del crinale si trova un caprile (il Caprile di Montecristo) insieme ad uno degli insediamenti protostorici del Monte Capanne. Sul fianco nordoccidentale esiste il Fine di Montecristo, muro di divisione dell'antica bandita del paese di Poggio. Alle pendici del Crino di Montecristo, ad altitudine minore, si trovano alcune formazioni rocciose (cote) di monzogranito (Cote Lupo, Cote Ombrello, Cote Rondine e Cote Tonda), visitabili tramite il percorso naturalistico Vicinale del Tenditoio. L'area, in passato, era assai frequentata dai tenditori che cacciavano gli uccelli con il metodo del piegàle.

## Ambiente
La vegetazione è composta da macchia mediterranea caratterizzata da Erica arborea, Arbutus unedo, Quercus ilex, Phillyrea latifolia, Myrtus communis, Pinus pinaster. Notevole è la presenza di una stazione della rarissima felce tirrenica (Dryopteris tyrrhena) e, sporadicamente, del Lilium bulbiferum e del Crataegus monogyna.

## Esercitazioni militari
Nel 1936 sul pianoro del Crino di Montecristo si recavano da Portoferraio i militari dell'88º Reggimento fanteria "Friuli" per compiere esercitazioni militari, sparando con fucili mitragliatori Breda Mod. 30 a sagome umane poste sui soprastanti rilievi delle Panche e del Ferale.